# ذفرة جيمسونية
ذفرة جيمسونية (الاسم العلمي:Cleome jamesonii) هي نوع من النباتات تتبع جنس الذفرة من الفصيلة الذفرية.